# Gran Premi d'Hongria del 2004
Resultats del Gran Premi d'Hongria de la temporada 2004 disputat al circuit d'Hungaroring el 15 d'agost del 2004.

## Classificació
| Pos | No | Pilot                | Equip              | Voltes | Temps/ Retirada  | Pos. de sortida | Punts |
| --- | -- | -------------------- | ------------------ | ------ | ---------------- | --------------- | ----- |
| 1   | 1  | Michael Schumacher   | Ferrari            | 70     | 1h 35' 26. 131   | 1               | 10    |
| 2   | 2  | Rubens Barrichello   | Ferrari            | 70     | + 4.696 s        | 2               | 8     |
| 3   | 8  | Fernando Alonso      | Renault            | 70     | + 44.599 s       | 5               | 6     |
| 4   | 3  | Juan Pablo Montoya   | Williams - BMW     | 70     | + 1' 02.613 min. | 7               | 5     |
| 5   | 9  | Jenson Button        | BAR - Honda        | 70     | + 1' 07.439 min. | 4               | 4     |
| 6   | 10 | Takuma Sato          | BAR - Honda        | 69     | + 1 Volta        | 3               | 3     |
| 7   | 4  | Antônio Pizzonia     | Williams - BMW     | 69     | + 1 Volta        | 6               | 2     |
| 8   | 11 | Giancarlo Fisichella | Sauber - Petronas  | 69     | + 1 Volta        | 8               | 1     |
| 9   | 5  | David Coulthard      | McLaren - Mercedes | 69     | + 1 Volta        | 12              |       |
| 10  | 14 | Mark Webber          | Jaguar - Cosworth  | 69     | + 1 Volta        | 11              |       |
| 11  | 17 | Olivier Panis        | Toyota             | 69     | + 1 Volta        | 13              |       |
| 12  | 18 | Nick Heidfeld        | Jordan - Ford      | 68     | + 2 Voltes       | 16              |       |
| 13  | 15 | Christian Klien      | Jaguar - Cosworth  | 68     | + 2 Voltes       | 14              |       |
| 14  | 20 | Gianmaria Bruni      | Minardi - Cosworth | 66     | + 4 Voltes       | 19              |       |
| 15  | 21 | Zsolt Baumgartner    | Minardi - Cosworth | 65     | + 5 Voltes       | 18              |       |
| Ret | 19 | Giorgio Pantano      | Jordan - Ford      | 48     | Caixa canvi      | 17              |       |
| Ret | 7  | Jarno Trulli         | Renault            | 41     | Motor            | 9               |       |
| Ret | 16 | Ricardo Zonta        | Toyota             | 31     | Part elèctrica   | 15              |       |
| Ret | 12 | Felipe Massa         | Sauber - Petronas  | 21     | Frens            | 20              |       |
| Ret | 6  | Kimi Räikkönen       | McLaren - Mercedes | 13     | Part elèctrica   | 10              |       |

## Altres
- Pole: Michael Schumacher 1' 19. 146

- Volta ràpida: Michael Schumacher 1: 19. 071 (a la volta 19)